# 7655 Adamries
7655 Adamries è un asteroide della fascia principale. Scoperto nel 1991, presenta un'orbita caratterizzata da un semiasse maggiore pari a 2,4168235 UA e da un'eccentricità di 0,1378536, inclinata di 4,01918° rispetto all'eclittica.